# Тэнсё (Хэйан)
Тэнсё или Тэндзё (яп. 天承 дайдзи, тайдзи) — девиз правления (нэнго) японского императора Сутоку, использовавшийся с 1131 по 1132 год .

## Продолжительность
Начало и конец эры:
- 29-й день 1-й луны 6-го года Дайдзи (по юлианскому календарю — 28 февраля 1131);
- 11-й день 8-й луны 2-го года Тэнсё (по юлианскому календарю — 21 сентября 1132).

## Происхождение
Название нэнго было заимствовано из 81-го цзюаня классического древнекитайского сочинения Ханьшу:「聖王之自為、動静周旋、奉天承親、臨朝享臣、物有節文、以章人倫」.

## События
- 1131 год (12-я луна 1-го года Тэнсё) — удайдзин Фудзивара-но Уэтада получил должность садайдзина; освободившееся место занял найдайдзин Арихито; в свою очередь, новым найдайдзином стал дайнагон Фудзивара-но Мунэтада[5];

## Сравнительная таблица
Ниже представлена таблица соответствия японского традиционного и европейского летосчисления. В скобках к номеру года японской эры указано название соответствующего года из 60-летнего цикла китайской системы гань-чжи. Японские месяцы традиционно названы лунами.
| 1-й год Тэнсё (Металлическая Свинья) | 1-я луна*      | 2-я луна   | 3-я луна* | 4-я луна* | 5-я луна               | 6-я луна* | 7-я луна  | 8-я луна*  | 9-я луна    | 10-я луна  | 11-я луна | 12-я луна* |               |
| ------------------------------------ | -------------- | ---------- | --------- | --------- | ---------------------- | --------- | --------- | ---------- | ----------- | ---------- | --------- | ---------- | ------------- |
| Юлианский календарь                  | 31 января 1131 | 1 марта    | 31 марта  | 29 апреля | 28 мая                 | 27 июня   | 26 июля   | 25 августа | 23 сентября | 23 октября | 22 ноября | 22 декабря |               |
| 2-й год Тэнсё (Водяная Крыса)        | 1-я луна       | 2-я луна*  | 3-я луна  | 4-я луна* | 4-я луна* (високосная) | 5-я луна  | 6-я луна* | 7-я луна*  | 8-я луна    | 9-я луна   | 10-я луна | 11-я луна* | 12-я луна     |
| Юлианский календарь                  | 20 января 1132 | 19 февраля | 19 марта  | 18 апреля | 17 мая                 | 15 июня   | 15 июля   | 13 августа | 11 сентября | 11 октября | 10 ноября | 10 декабря | 8 января 1133 |

* звёздочкой отмечены короткие месяцы (луны) продолжительностью 29 дней. Остальные месяцы длятся 30 дней.